# 福島県道134号皿貝勿来停車場線

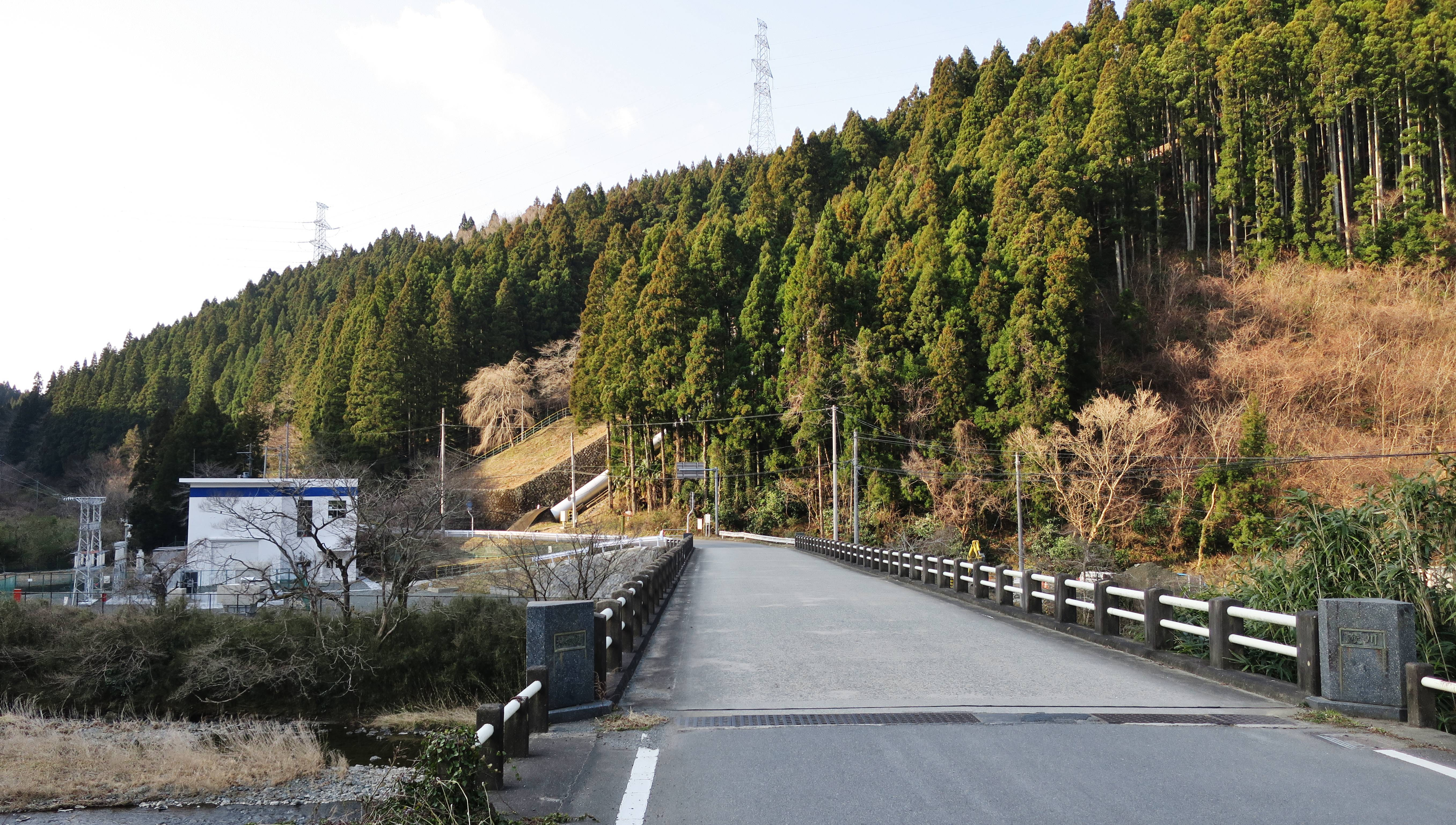
鮫川に架かる柿の沢橋
いわき市遠野町大平より遠野町滝方面を望む（2017年3月）

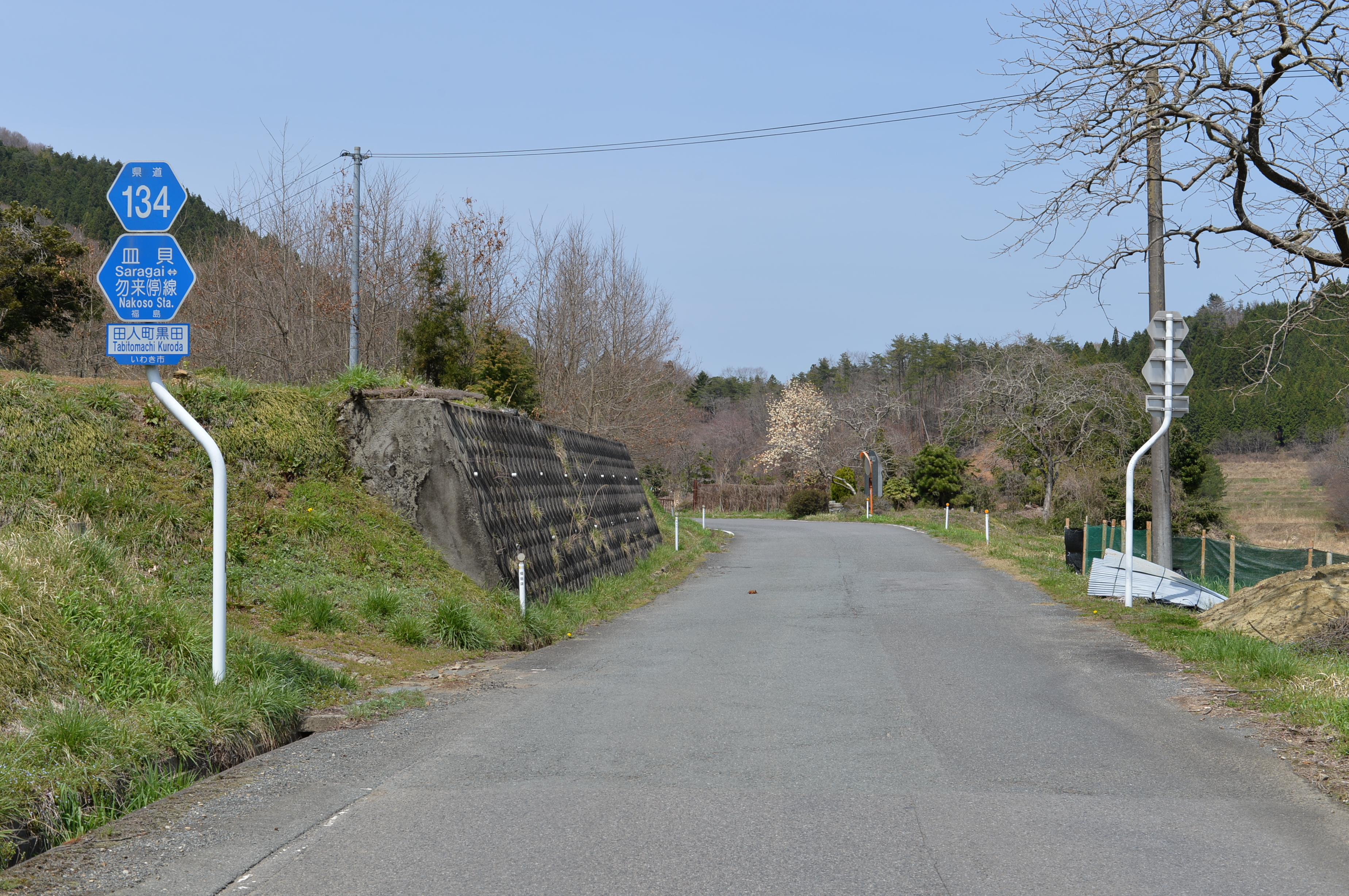
福島県道134号皿貝勿来停車場線
いわき市田人町黒田（2015年4月）

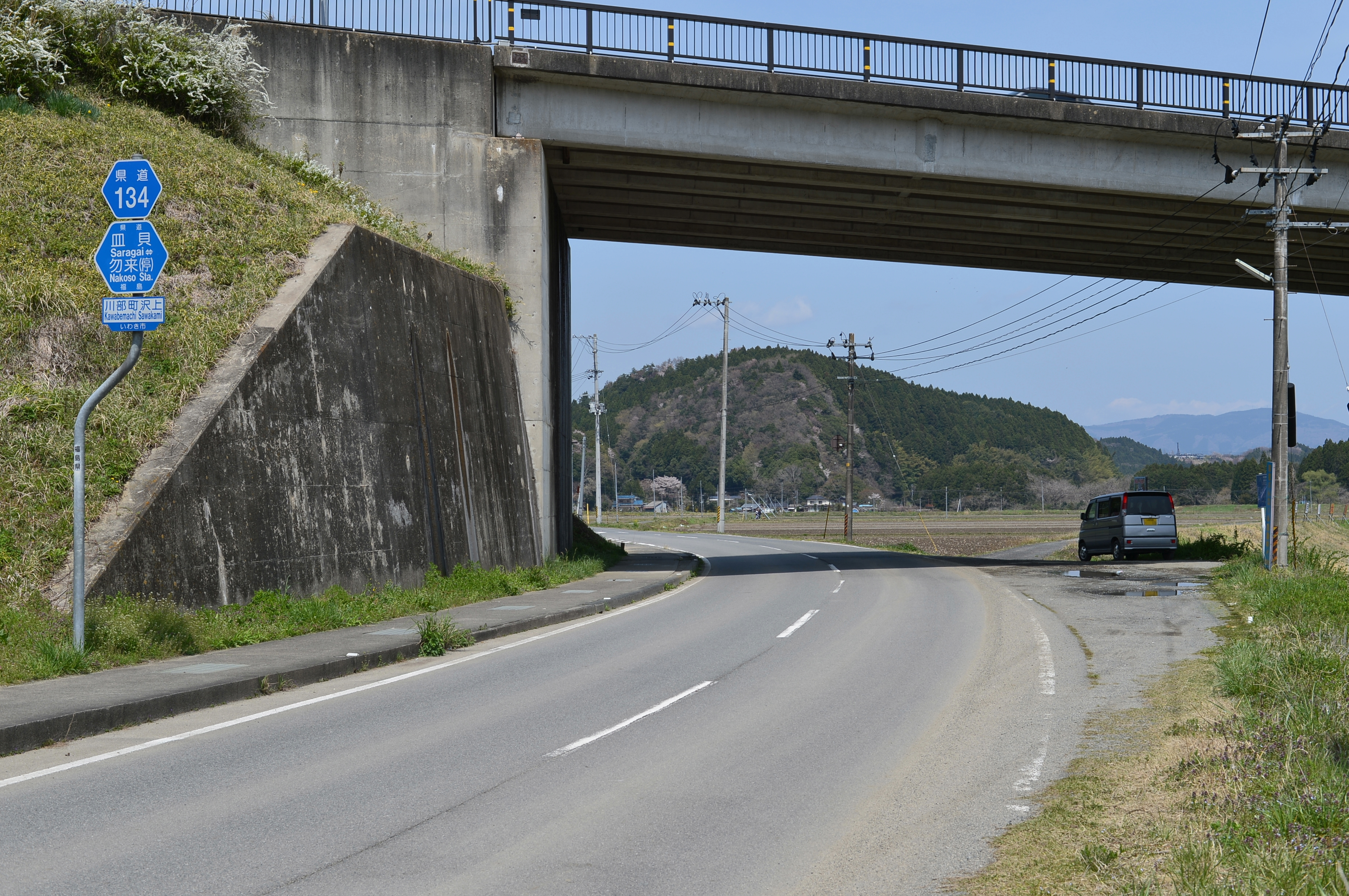
いわき市川部町沢上（2015年4月）
国道289号交点付近。上部に架かる橋は、国道289号バイパスの四時大橋。

福島県道134号皿貝勿来停車場線（ふくしまけんどう134ごうさらがいなこそていしゃじょうせん）は、福島県いわき市にある一般県道である。

## 概要
- 起点：いわき市遠野町大平字皿貝
- 終点：いわき市勿来町関田字堀切（JR常磐線勿来駅前）
- 総延長：約22.911 km[1]
  - 実延長：8.595 km
- 路線認定年月日：1959年8月31日[2]

### 重用路線
- 福島県道71号勿来浅川線（いわき市田人町黒田字大久保～同市川部町北ノ内）
- 福島県道105号旅人勿来線（いわき市田人町旅人字下平石～同市川部町松ノ下）
- 国道289号（いわき市川部町沢上～同市錦町雷）
- 国道6号（いわき市錦町雷～同市勿来町関田字堀切）

### 道路施設
- 柿の沢橋（鮫川）
  - 全長：60.7m
  - 幅員：7.0m
  - 竣功：1959年
- 四時大橋（四時川　国道289号重用区間）

## 地理

### 通過する自治体
- 福島県
  - いわき市

### 交差する道路
- 福島県道14号いわき石川線（いわき市遠野町大平字皿貝 起点）
- 福島県道71号勿来浅川線 浅川町方面（いわき市田人町黒田字大久保）
- 福島県道105号旅人勿来線 田人町荷路夫方面（いわき市田人町旅人字下平石）
- 福島県道105号旅人勿来線 勿来方面（いわき市川部町松ノ下）
- 福島県道71号勿来浅川線 勿来方面（いわき市川部町北ノ内）
- 国道289号四時バイパス 白河市方面（いわき市川部町沢上）
- 常磐自動車道（いわき市三沢町沼平〈いわき勿来インターチェンジ〉）
- 茨城県道・福島県道10号日立いわき線（いわき市勿来町大高字大髙下）
- 福島県道56号常磐勿来線（いわき市錦町綾ノ町〈鶴ケ町交差点〉）
- 国道6号常磐バイパス 仙台市方面（いわき市錦町雷）
- 福島県道56号常磐勿来線（いわき市勿来町四沢字鍵田〈四沢交差点〉）
- 国道6号 水戸市方面（いわき市勿来町関田字堀切 終点）

### 沿線
- JX金属・柿の沢発電所（いわき市遠野町滝字柿ノ沢）
- いわき市立田人中学校（いわき市田人町黒田字台）
- いわき市立田人小学校（いわき市田人町黒田字中野）
- いわき市役所田人支所
- クレハいわき工場
- 日本製紙いわき工場
- JR勿来駅